# Yataity del Guairá
Yataity del Guairá, il cui nome è abbreviato spesso in Yataity, è un centro abitato del Paraguay, situato nel Dipartimento di Guairá,a 164 km dalla capitale del paese, Asunción. Forma  uno dei 17 distretti in cui è diviso il dipartimento.

## Popolazione
Al censimento del 2002 la località contava una popolazione urbana di 1.808 abitanti (3.909 nel distretto).

## Caratteristiche
Fondata nel 1851 dal capitano Bartolomé de Oviedo, la località è considerata la culla di un particolare ricamo chiamato Ao po'i (indicato anche con la grafia Ahó Po'í), la cui tradizione risale agli inizi del XIX secolo e la cui produzione occupa gran parte dell'artigianato locale.
Altre attività presenti a Yataity sono l'allevamento bovino, la coltivazione della canna da zucchero e la lavorazione del legno.